# 骑凤仙人

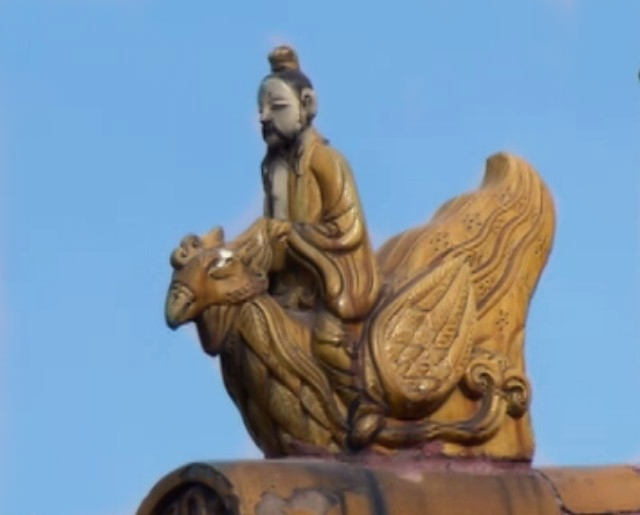
骑凤仙人

骑凤仙人，又称仙人骑鸡、冥王骑鸡、真人、仙人指路等，是中国古代建筑屋顶檐角端部压住方眼勾头的重要构件，主要见于明、清建筑之中。
明、清时的仙人源于宋、辽、金时用作脊饰的嫔伽。“嫔伽”一词来自佛教用语迦陵频伽，是佛经中人首鸟身的神鸟。宋《营造法式》对此便有记载，规定嫔伽安置于檐角处，在其之后则放置蹲兽。到明永乐年间所建的武当山金殿中，角脊的嫔伽已变为了“仙官驭凤”，仙官捧笏侧坐在鸟背之上，而原先宋代时的佛教含义也转变为了道教含义。到明后期至清代的官式建筑中，又变为了骑鸡的仙人形象，从明早期的侧坐样式改为了正坐样式。同时，在清代官式建筑中，宋代位于嫔伽之后的蹲兽则改称为走兽。
关于仙人的身份有着许多传说。其中一种认为这仙人是姜子牙，放置在屋脊之上以镇灾防邪。另一种说法认为这是齐湣王，象征其被燕将乐毅率军击败后走投无路。还有一种则说因为屋脊聚龙过多易发水患，故放置禹王以镇之。此外，还有商纣王被罚作司辰之神而骑鸡等其他说法。